# جاده هوپ فول (آلبوم)
جاده هوپ فول (انگلیسی: 1 Hopeful Rd.) نام یک آلبوم موسیقی است که توسط گروه موسیقی وینتیج تروبل در ۱۴ آگوست، ۲۰۱۵ میلادی منتشر شده است.